# Velišovští z Velišova

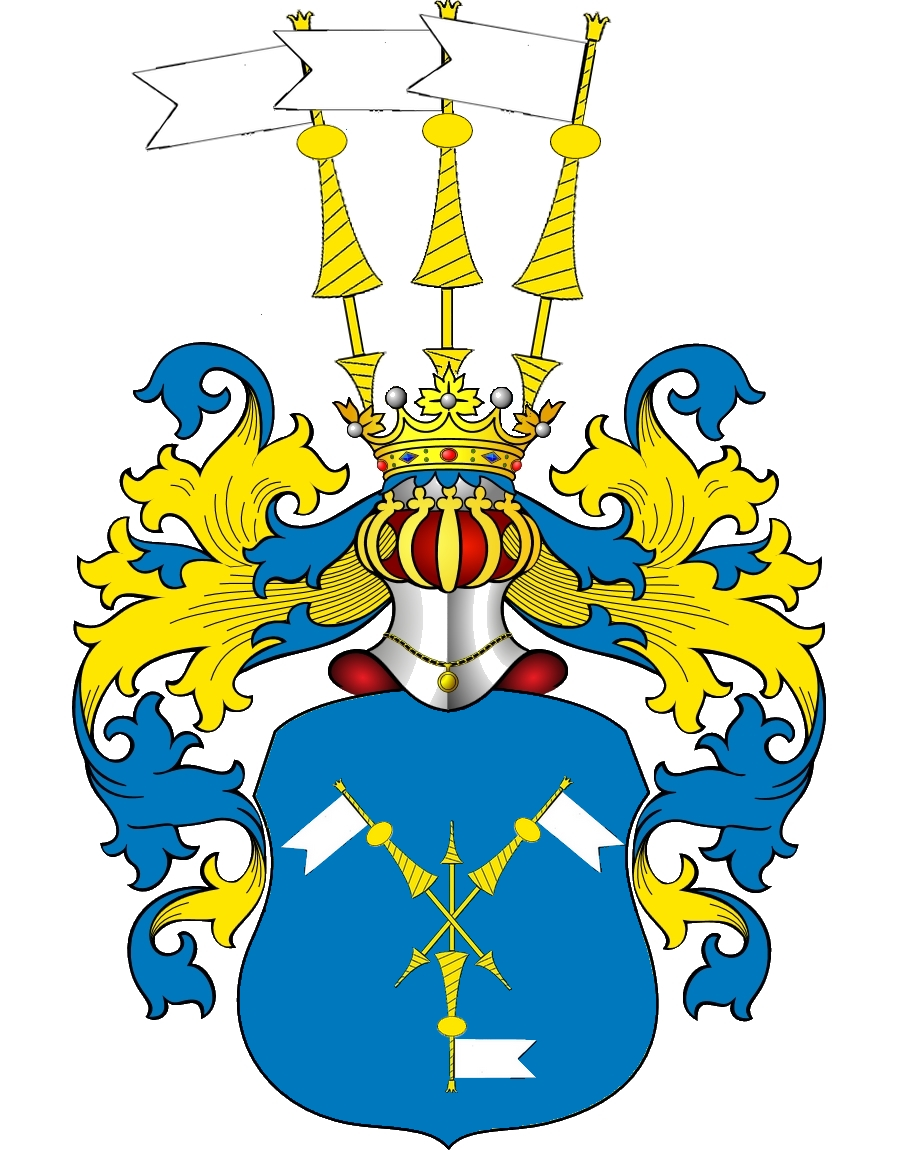
Varianta rodinného erbu

Velišovští z Velišova je český šlechtický rod. V průběhu staletí některé větve rodiny dosáhly vyšších titulů, zatímco jiné zůstaly rytířskými.

## Erb
Popis erbu z 16. století zní: Štít modrý, v němžto jsou 3 makovice žluté s korouhvičkami, dvě křížem nahoru stojíce a třetí přes ně rovně překocená, nad štítem helm turnýrský, na kterém přikryvadla žlutá modrá visí, a nad tím nade vším svrchu stojí tři makovičky s korouhvičkami.